# مدز برنل
مدز برنل (انگلیسی: Mads Burnell؛ زادهٔ ۶ مارس ۱۹۹۴) ورزشکار هنرهای رزمی ترکیبی و بوکسور اهل دانمارک است. وی از سال ۲۰۱۳ میلادی تاکنون مشغول فعالیت بوده‌است.